# Криничар
«Криничар» (повна назва «Криничар. Діяріюш найбагатшої людини Мукачівської домінії») — роман українського письменника Мирослава Дочинця; опублікований у видавництві «Карпатська вежа» 2012 року.

## Опис книги
| ... Дорогий читальнику, наберися неспішності, як я зараз. Будь терплячим, як, криничар, що довбає колодязь у кремінному перелозі. І матимеш відплату. Зчитуючи попасом мої душевні повіряння, мої життьові зарубки, дійдеш до головного. Я відкрию тобі секрет, як здобути те, чого домагаються всі — Багатство. Я відкрию тобі принаду двох головних свобод — звільнення від страху і від злиднів. Бо лише ці дві свободи владні привести до того, що керує світом і людьми. Ось писемний діяріюш про мій світ — хиткий острівець у морі часу... |
|                     | «Криничар» — це людина і справа життя. Як казав Григорій Сковорода — «сродноє дєло». Це дуже потужний термін, який мені надзвичайно подобається. Це те, що нас тримає, веде, те, що ми залишаємо після себе, це служіння. Я б просто сказав, це книжка про Служіння з великої букви, про людину, яка служить до кінця свого життя, у цьому подвиг наш – просто служити. |
| — Мирослав Дочинець | |

|                     | Криничар — найближчий мені персонаж, адже це — герой духу і діла. Він, на противагу Вічнику із попереднього роману, не тільки навчає людей, а й змінює їх, а з ними й навколишній світ. |
| — Мирослав Дочинець | |

Я — крихітний олівчик у руці Господа, який пише лист любові цьому світові.
Мати Тереза.

Час — це єдина монета нашого життя.
Карл Сендбер.

## Цікаві факти
- Для друку книги не було зрубано жодного дерева (про що зазначено у самій книзі), це була порада одного із олігархів («єврей (хороший олігарх)»)[3]. Папір було зроблено із соломи (такий папір дешевший, легший).

## Рецензії
- Олег Коцарев. Як подружитися з грошима, собаками й водою // «ЛітАкцент», 28 червня 2012. — Процитовано 23 січня 2013

## Нагороди
- 2013 — «Книжка року — 2012» у номінації «Красне письменство», категорія «Сучасна українська проза/есеїстика/драматургія» (номінація)[5][6].
- 2014 — Мирослав Дочинець став лауреатом Національної премії України імені Тараса Шевченка за романи «Криничар. Діяріюш найбагатшого чоловіка Мукачівської домінії» та «Горянин. Води Господніх русел».[7]

## Видання
- 2012 рік — видавництво «Карпатська вежа».

## Словничок з книги
- Бавка ‒ іграшка.
- Бинда ‒ стрічка.
- Боканчі ‒ черевики.
- Бранзулетка ‒ браслет.
- Бродники ‒ мандрівник, волоцюга.
- Валило ‒ водойма для вимочування шкур і полотна.
- Вандрувати ‒ мандрувати.
- Гачі ‒ штани.
- Гонвед ‒ вояк угорської армії.
- Гудак ‒ музика.
- Гужовка ‒ мотузка.
- Завгура ‒ забава, розвага.
- Збіща ‒ нехрещене дитя.
- Карбач ‒ батіг.
- Карічка ‒ коло.
- Кедь ‒ якщо.
- Клебан ‒ шапка, капелюх.
- Клепачик ‒ молоток.
- Кокош ‒ гуля.
- Колотвиця ‒ поліно.
- Коцка ‒ квадрат.
- Крисаня ‒ капелюх.
- Лайбик ‒ безрукавка, камізелька.
- Ледаяка ‒ благенька, абияка.
- Крумплі ‒ картопля.
- Лежниця ‒ опочивальня, спальня.
- Мантля ‒ шинеля.
- Наремно ‒ завзято.
- Начадатися ‒ народитися.
- Об'ярюватися ‒ впоратися з весняними роботами.
- Обшаря ‒ господарство, маєток.
- Палачінта ‒ млинець.
- Паленка ‒ горілка.
- Парцела ‒ наділ, ділянка.
- Пиловиння ‒ тирса.
- Пирь ‒ риба харіус.
- Плат ‒ полотнище.
- Покон ‒ закон, звичай.
- Потя ‒ пташка.
- Прощава ‒ голота.
- Пструг ‒ форель.
- Пугар ‒ склянка, кварта.
- Регула ‒ настрій, завзяття.
- Рези ‒ відсотки.
- Рябунець ‒ чавунець.
- Скалуба ‒ шпара, щілина.
- Скусник ‒ митець.
- Сокачка ‒ кухарка.
- Солможак ‒ солом'яний мартац.
- Стравниця ‒ кухня, їдальня.
- Тайстрина ‒ торбина.
- Твар ‒ обличчя.
- Уйош ‒ піджак.
- Факля ‒ факел.
- Фриштик ‒ сніданок.
- Хосен ‒ користь.
- Цвайгелт ‒ сорт червоного вина.
- Черлениця ‒ глиниста земля.
- Чінговик ‒ дзвіночок.
- Штемпелик ‒ чарочка.
- Щопта ‒ дрібка.